# گونار نوردال
گونار نوردال (زادهٔ ۱۹ اکتبر ۱۹۲۱ در سوئد، درگذشتهٔ ۱۵ سپتامبر ۱۹۹۵ در ایتالیا)، ملی‌پوش اسبق سوئدی و از نامدارترین بازیکنان تاریخ باشگاه میلان ایتالیاست. او با به ثمر رساندن ۲۲۱ گل بهترین گلزن تاریخ میلان می‌باشد.

## سری‌آ
نوردال پنج بار به عنوان آقای گلی رقابت‌های سری‌آ دست یافته‌است و تاکنون کسی نتوانسته به رکورد او دست یابد. او همچنین سومین گلزن برتر تاریخ سری آ می‌باشد. فرانچسکو توتی بازیکن و اسطورهٔ تیم آ. اس. رم و سیلویو پیولا بازیکن اسبق تیم‌های لاتزیو و یوونتوس با به ثمر رساندن ۲۷۴ گل بالاتر از او قرار دارند.

## بازی‌های ملی
نوردال در ۳۳ بازی که با پیراهن تیم سوئد انجام داد موفق شد ۴۳ گل به ثمر برساند. انتقال او به تیم میلان منجر به خداحافظی او از تیم ملی کشورش شد. در آن زمان بازیکنانی که خارج از لیگ سوئد بازی می‌کردند به تیم ملی دعوت نمی‌شدند و به همین دلیل نوردال که به تیم میلان پیوسته بود، به تیم ملی دعوت نشد و بازی‌های جام جهانی ۱۹۵۸ که به میزبانی کشورش سوئد برگزار می‌شد را از دست داد.